# Tejo en los Juegos Deportivos Nacionales de Colombia de 2012
El Tejo en los  XIX Juegos Deportivos Nacionales de Colombia, se disputó entre el 6 de noviembre y el 10 de noviembre de 2012 en las canchas de tejo de la Unidad Deportiva de la ciudad de Montería.

## Resultados

### Eventos Femeninos
| Evento             | Oro                                                                    | Plata                                                                   | Bronce                                                                       |
| ------------------ | ---------------------------------------------------------------------- | ----------------------------------------------------------------------- | ---------------------------------------------------------------------------- |
| General Individual | Ivon Adriana Esparza · Santander                                       | Merly Meneses Villa · Antioquia                                         | Diana Milena Gutiérrez · Tolima                                              |
| Duplas             | Ebli Diaz Zambrano · Marlene Rengifo · Yurleny Marin · Valle del Cauca | Ivon Adriana Esparza · Yesenia Henao · Leidy Patricia Perez · Santander | Nubia Yaneth Hernandez · Gloria Ines Gómez · Diana Milena Gutierrez · Tolima |

- Datos: Q6140332